# Laghet
Laghet (en italien : Laghetto) est un hameau dépendant de la commune de La Trinité (autrefois appelée La Trinité-Victor en l'honneur de Victor-Emmanuel Ier), dans le département des Alpes-Maritimes, et la région Provence-Alpes-Côte d'Azur. Dès le XVIIe siècle, la commune possède une chapelle dédiée à la Vierge Marie qui se manifeste par des guérisons miraculeuses ; aujourd'hui le sanctuaire Notre-Dame de Laghet, le plus important sanctuaire marial du diocèse de Nice, est aussi l'un des plus fréquentés en France par des pèlerins venus de tous les pays.

## Toponyme
Il tient son nom de laguet qui signifie petit lac, étang. Le gh est la graphie italienne et l'on pourrait aussi bien écrire Laguet. En langue niçoise (dont le lexicographe fut Georges Castellana), on dit Laguet et le gentilé est double : lu Aguetan, lu Valounié.

## Historique
En 1045, Raimbaud de Nice, comte de Vence et de Cagnes-sur-Mer, en union avec sa femme Adélaïde et avec ses enfants, donne après lui, pour le rachat de son âme, le castrum de Lacs à l'abbaye Saint-Victor de Marseille. Il est fait mention dans une charte d'une source aménagée en fontaine. Une chapelle dédiée à Notre-Dame a dû être édifiée par les moines de Saint-Victor à la suite de cette donation.

## Le sanctuaire Notre-Dame de Laghet

### La chapelle primitive
L’histoire du sanctuaire marial de Laghet remonte au moins au XVe siècle, car plusieurs textes de cette époque indiquent qu’une chapelle servait de lieu de pèlerinage pour les habitants de La Turbie, d’Èze et de Villefranche. 
En 1652, dans la modeste chapelle du vallon de Laghet, entre Nice et Monaco, la Vierge Marie aurait répondu à la prière de dévots par plusieurs miracles. Dès 1653, l’évêque de Nice, Mgr Désiré Pallétis, charge une commission d’examiner le cas de Laghet. Trente-six miracles sont enregistrés, dont vingt-deux sont authentifiés, après une enquête méticuleuse, par la commission de théologiens réunie par l’évêque : il s’agit en majorité de maladies graves ou inguérissables dans l’état présent de la science, le miracle étant instantané et définitif, et les dépositions, attestées par des témoins. La rumeur se répand, et les pèlerins accourent nombreux ; après enquête, le capucin, François de Sestri, prédicateur de la cathédrale de Nice et témoin oculaire des événements, publie en 1654, en vieil italien, une notice sur les miracles reconnus du sanctuaire, son rayonnement, les processions et pèlerinages qui affluent ; le premier pèlerinage officiel a lieu le 25 avril 1654, en présence des syndics de la ville de Nice ; l’historien Pierre Gioffredo, abbé de Saint-Pons, fait le récit des premiers événements de Laghet dans son Histoire des Alpes maritimes.

### L’église

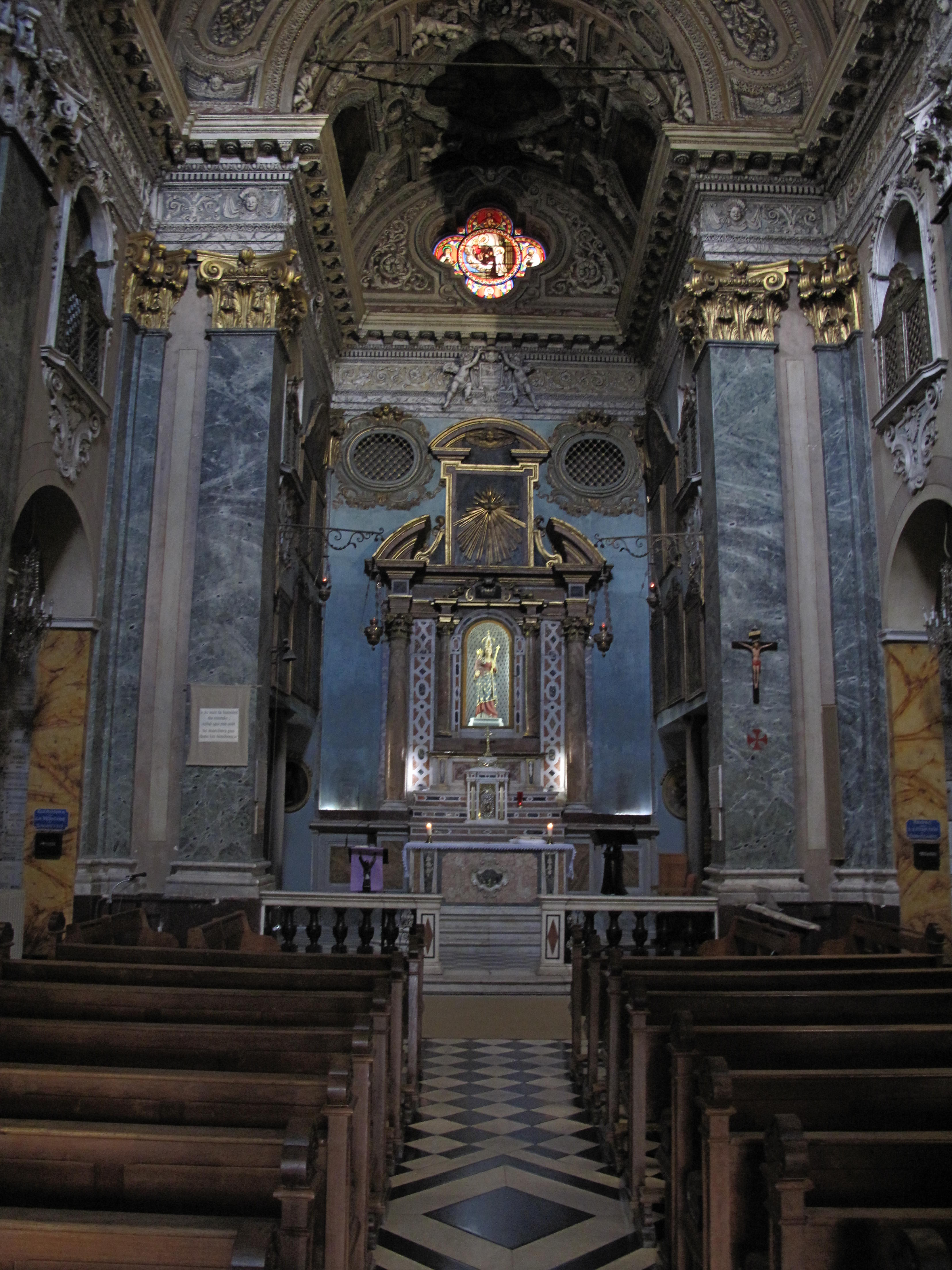
La nef de Notre-Dame-de-Laghet.

Le sanctuaire, édifié sur une éminence rocheuse, est construit en trois ans, de 1653 à 1655, et les ex-voto commencent à en couvrir les murs. Les similitudes dans la composition architecturale et la décoration entre la cathédrale Sainte-Réparate commencée en 1650, l’église Saint-Pierre-aux-Liens de l'Escarène, et l’église Notre-Dame de Laghet permettent d’attribuer cette dernière à l’ingénieur militaire et architecte niçois, Jean-André Guibert. Avec son clocher à bulbe, l’église, orientée  vers l’est, est bâtie sur la chapelle primitive, dans un décor baroque. La nef unique, rectangulaire à trois travées alternées de rythme ternaire, se prolonge par un chœur à chevet plat. La voûte en berceau décorée en grisaille s’harmonise avec l’opulence des stucs qui recouvrent l’architrave, l’arc triomphal et les voûtes qui surplombent le chœur et les deux chapelles latérales. Ces stucs évoquent ceux du lombard Giovanni Pietro Riva réalisés à la même époque à la cathédrale Sainte-Rita. Notre-Dame de Laghet est ouverte le 21 novembre 1656, jour de la fête de la Présentation de Marie au Temple. 
En 1674, une communauté de Carmes déchaux, originaire de Turin, installés par l’évêque de Nice, Mgr Henri Provana de Leyni, construit le couvent sur le cloître entourant l’édifice. L’église est consacrée en 1768 par l’évêque Henri Astesan. En 1792, lorsque les troupes révolutionnaires françaises envahissent le Comté de Nice, les Carmes s’enfuient et le sanctuaire est entièrement saccagé. L’église put être rendue au culte dès 1796, et les carmes y resteront jusqu'au 13 août 1903, année de la promulgation de la loi sur les Congrégations. De 1666 jusqu'en 1849, les ducs de Savoie y viennent régulièrement en pèlerinage. Le roi de Sardaigne, Charles-Emmanuel III, visite le sanctuaire après l’achèvement des travaux, et en 1826 le roi Charles-Félix de Savoie y vient en compagnie de la reine Marie-Christine. Vaincu par les Autrichiens, le roi Charles-Albert s'arrête à Notre-Dame de Laghet sur le chemin de l'exil, le 26 mars 1849. 

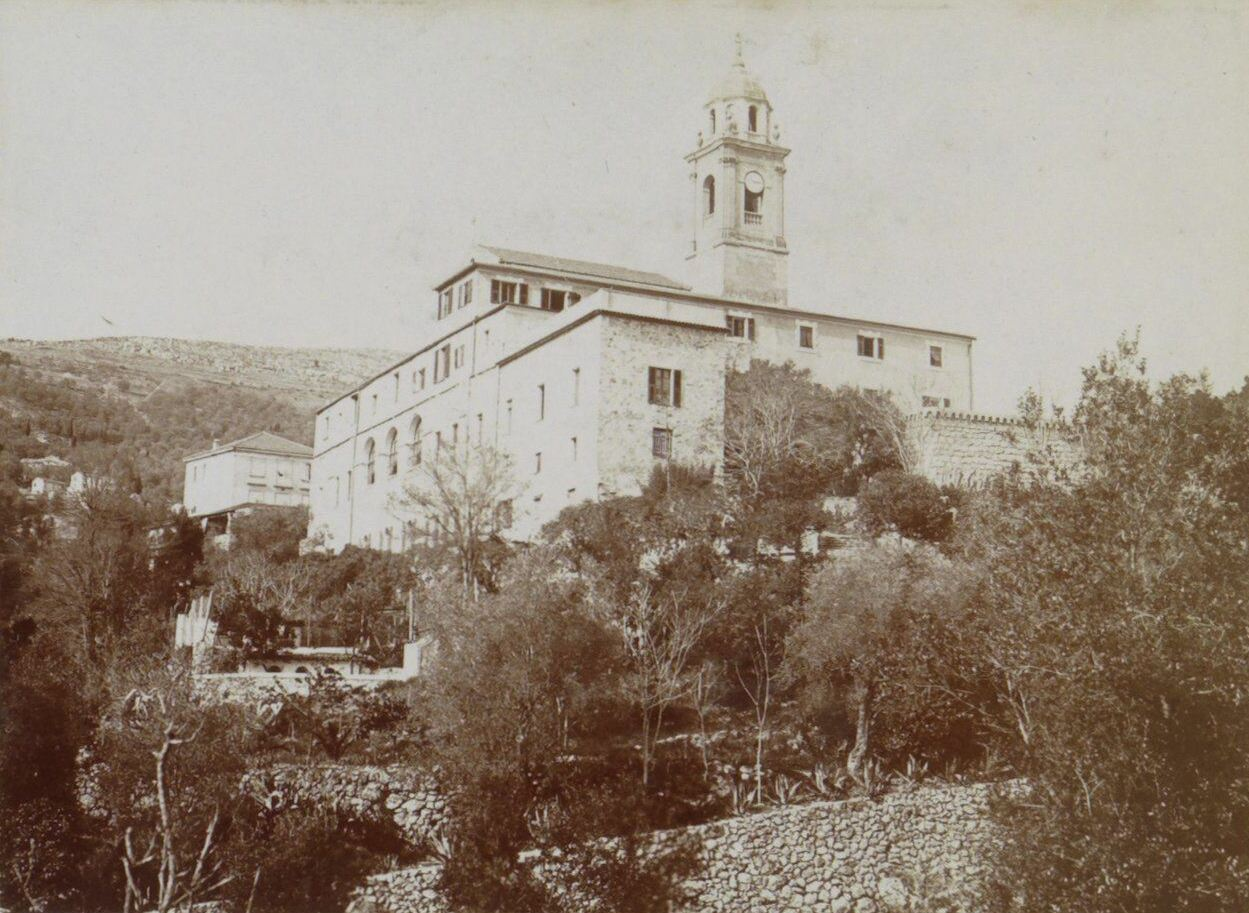
L’église Notre-Dame de Laghet, en 1903.

Des travaux de restauration et d’embellissement sont entrepris en 1816 et 1838, puis de nouveau en 1887, après les dommages occasionnés par un séisme et la foudre qui s’abattit sur le clocher. Le sanctuaire s’enrichit de la crypte de Sainte-Thérèse ainsi que de la «  Chapelle de la Vierge noire », considérée comme une reconstitution de la chapelle primitive, au rez-de-jardin de l’aile ouest.     

Le 19 avril 1900 eut lieu le Couronnement de la Vierge de Laghet, et les festivités s’étendirent jusqu’au 22 avril. Le chanoine Dalbera rachète l'église et les locaux en 1907, et le monastère accueille alors le petit séminaire diocésain. Ces locaux sont transformés en 1930 en maison de retraites spirituelles. Une restauration du sanctuaire est entreprise en 1964, par les équipes des Monuments historiques, et une nouvelle campagne de travaux est engagée à partir de 1984 pour rendre homogènes les enduits colorés des façades du sanctuaire et de son clocher. 

### Bâtiments monastiques
Le sanctuaire est aujourd'hui un lieu de pèlerinage marial, autour de la chapelle du XVIIe siècle. Depuis 1978, l'accueil du sanctuaire, l'animation spirituelle et l'hôtellerie pour les pèlerins sont assurés par les bénédictines du Sacré-Cœur de Montmartre, installées au prieuré de Notre-Dame de Laghet.
Plusieurs petits ermitages et les moines qui les occupent ayant fait vœu de retraite dans la solitude sont rattachés au sanctuaire. Ils sont reconnus par l'institution catholique mais leur localisation n'est pas diffusée en raison du dérangement que peuvent représenter les visites inopportunes largement causées par le tourisme de masse (la Côte d'Azur est toute proche) et le regain spirituel urbain (Nice et Monaco sont très proches). 
De 2002 à 2012, le séminaire de Laghet forme les futurs prêtres des diocèses de Nice, Monaco et Vintimille. Il est maintenant à Aix-en-Provence. Depuis 2019, trois prêtres Missionnaires de Notre-Dame de la Salette sont présents à Laghet. L'un d'eux est le Recteur.

## La Vierge de Laghet

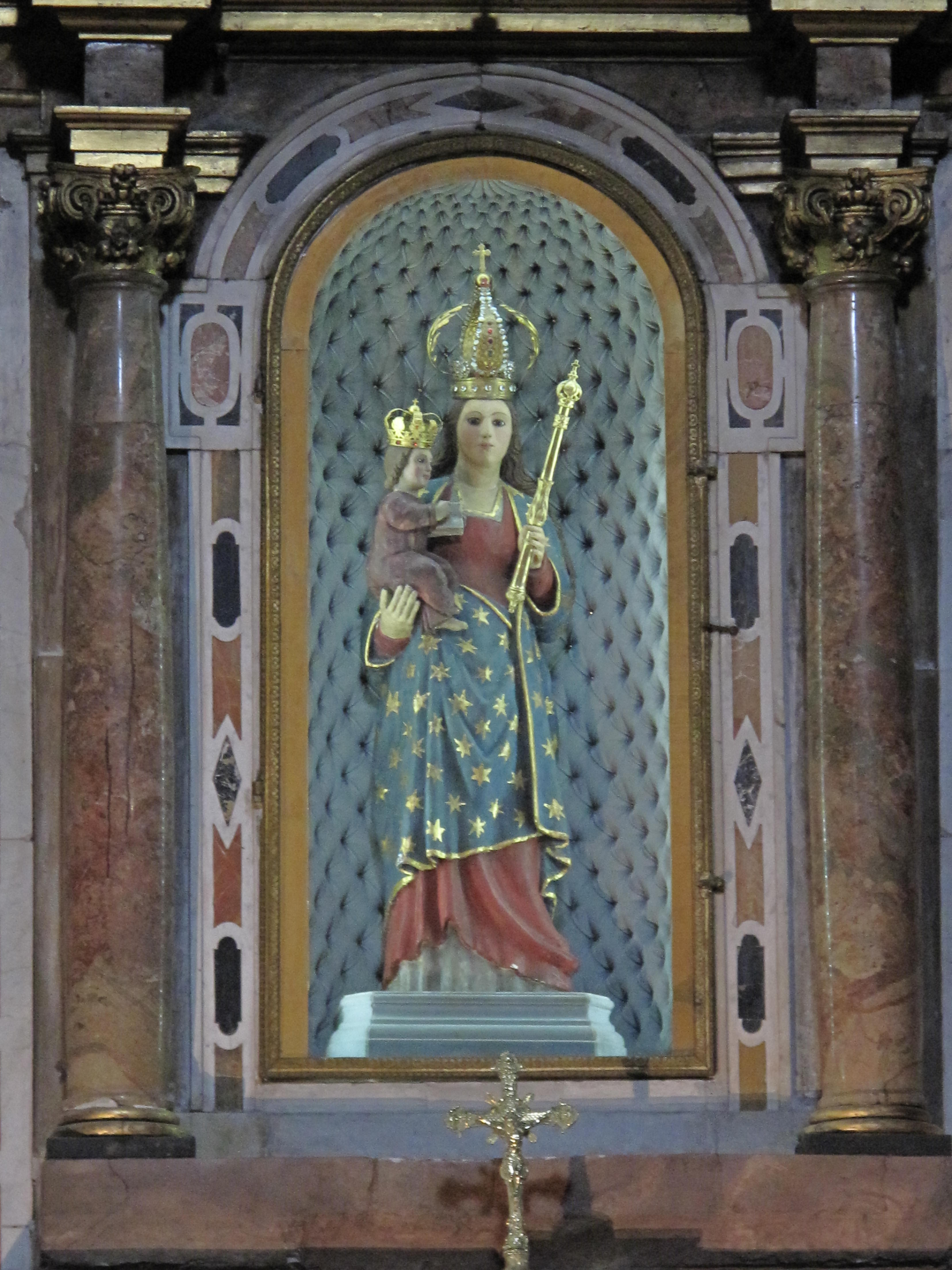
Statue polychrome de la Vierge dans l’église de Notre-Dame de Laghet.

La statue de la Vierge à l’Enfant, qui orne la niche au-dessus du maître-autel, est en bois polychrome et date de 1625. Œuvre du sculpteur parisien Pierre Moïse, elle est appelée la Vierge des Prodiges. Elle a été restaurée par le peintre niçois du XVIIe siècle, Giovanni Rocca, puis offerte par le prêtre Don Giacomo Fighiera en juin 1652. Les inventaires indiquent que la Vierge disposait d’un véritable trousseau de robes et de manteaux, de même que l’enfant Jésus. Les robes étaient généralement en satin ou en soie, brodées de fleurs et ornées de paillettes et de dentelles. Parmi ce trousseau, certaines pièces furent apportées par les ducs de Savoie. Le titre qui désigne cette Vierge dans les nombreuses représentations anciennes sous forme de gravures et lithographies est toujours « Santa Maria de Laghetto » ou « Notre-Dame de Laghetto », la forme italienne s’expliquant par le grand nombre de pèlerins venus des diocèses d’Albenga, de Vintimille et de Ligurie depuis le XVIIe siècle. La Vierge et l’Enfant sont couronnés, ce qui semble confirmer qu’une cérémonie solennelle du couronnement de la Vierge a bien eu lieu en 1753. L’iconographie ancienne montre la Vierge tenant dans sa main gauche un sceptre, un cœur tenu par un ruban et deux scapulaires carrés.

## Ex-voto du sanctuaire de Notre-Dame de Laghet
Les ex-voto du sanctuaire de Laghet constituent l’une des collections les plus importantes de France. On en compte aujourd'hui plus de six mille conservés dans l'oratoire, dans le cloître-déambulatoire, dans le musée ou dans la crypte ; le plus ancien est daté de 1792, mais la plupart de ceux antérieurs au XIXe siècle ont disparu. Huit cents ex-voto sont classés monuments historiques, dont la moitié sont des ex-voto peints. Dans beaucoup de cas les ex-voto narratifs sous forme de tableautins insistent sur les détails de l’évènement rapporté et daté : « L’atelier, le cadre urbain, l’intérieur domestique doivent être fidèlement représentés afin que nul ne puisse mettre en doute la réalité du miracle dont ils furent le décor », écrit Jean-Loup Fontana. Des ateliers de peintres d’ex-voto se créent à proximité des sanctuaires. À Laghet, un atelier probablement familial a mis en œuvre la technique picturale originale du fixé sur verre : la peinture étant réalisée au dos d’une vitre, l’artiste est obligé de peindre à l’envers. 

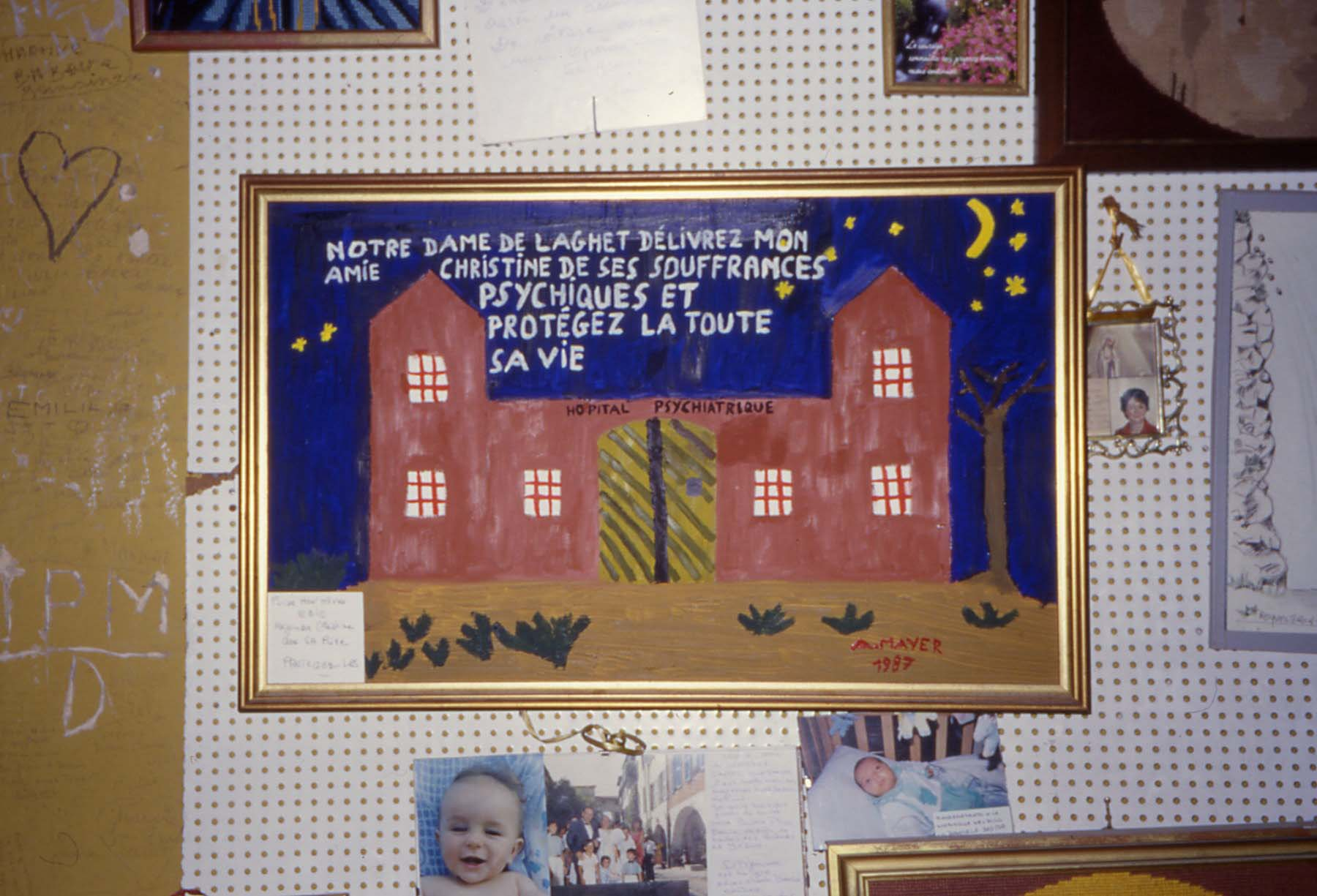
Maladie psychiatrique (1937).
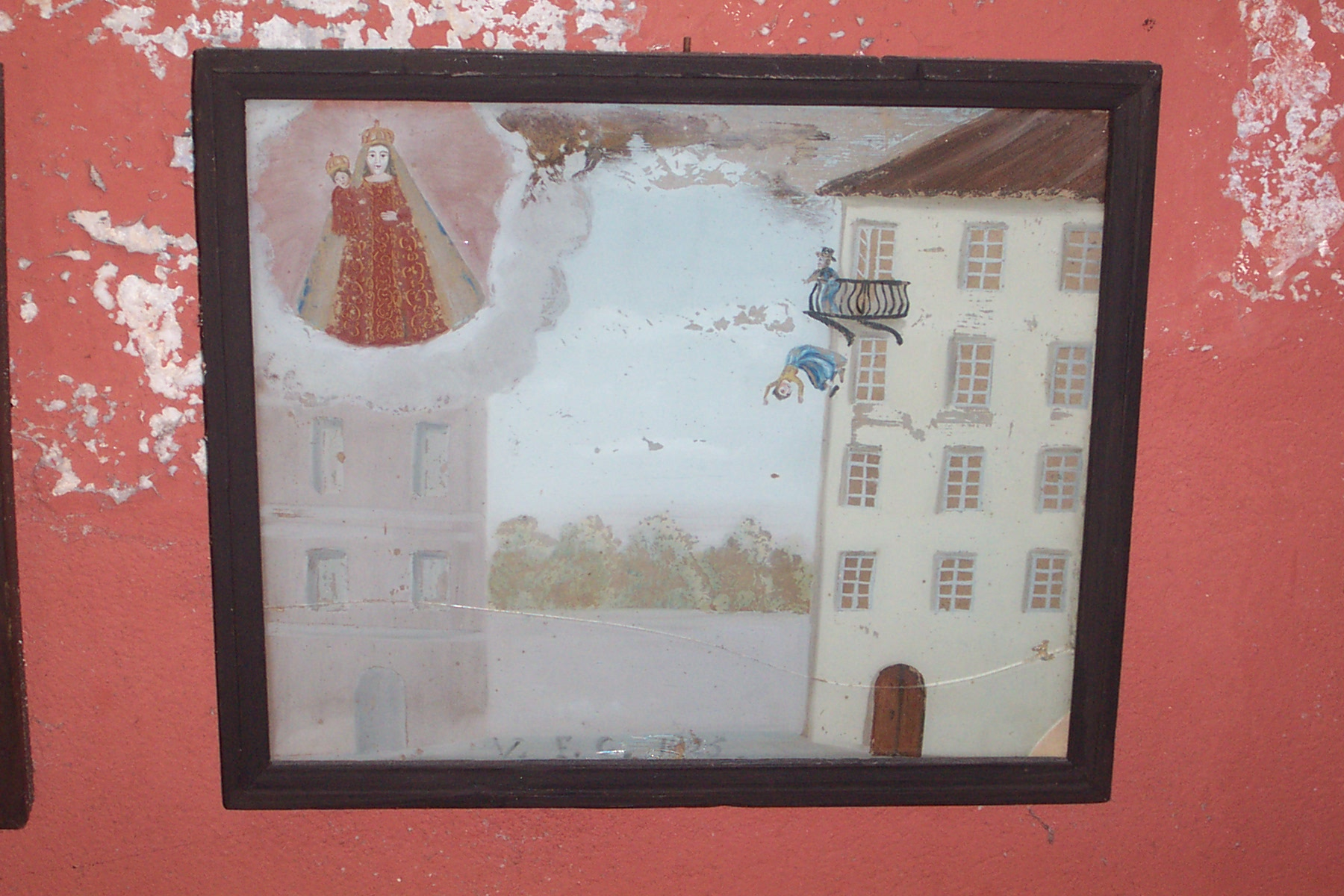
Chute.
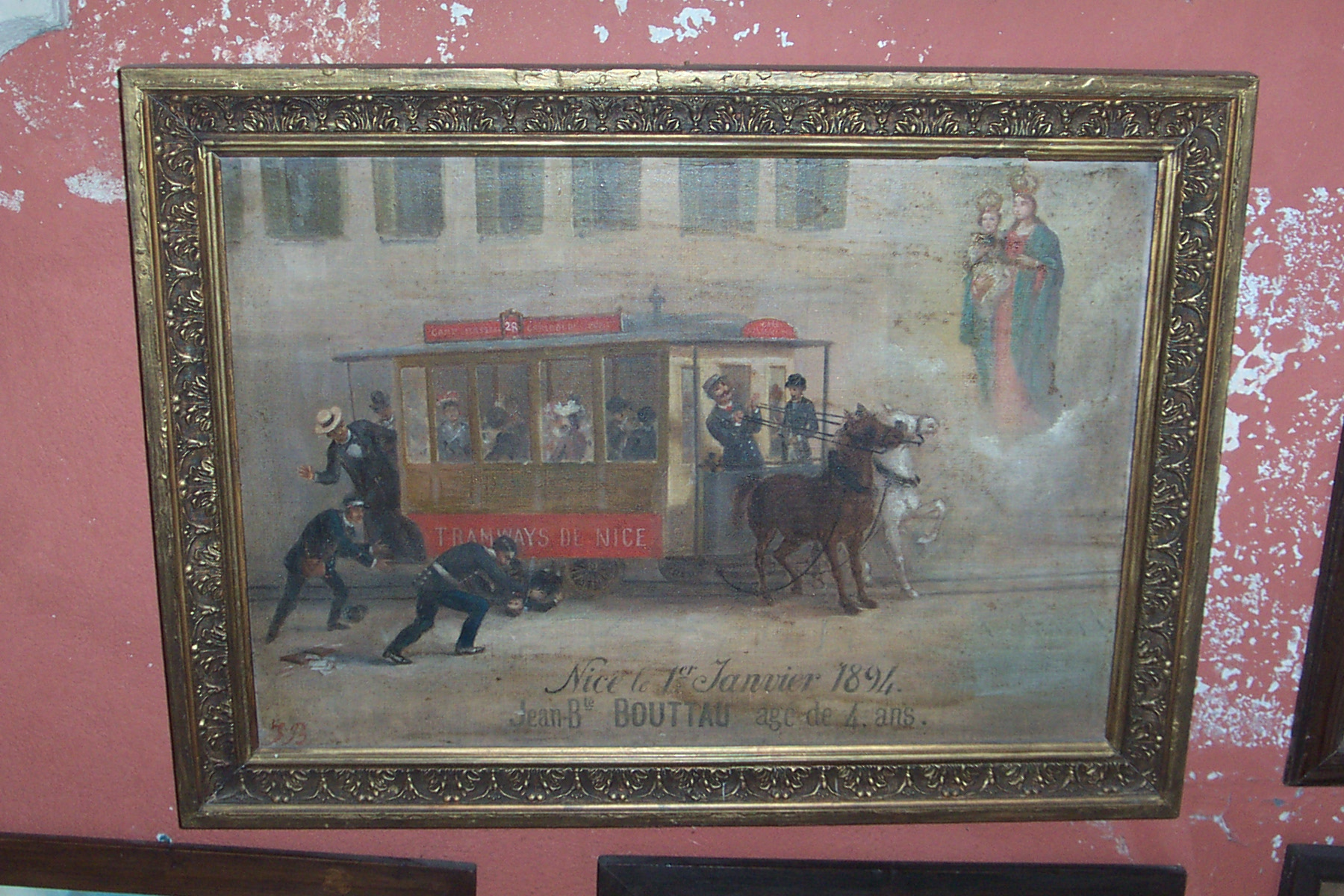
Accident de la circulation (1894).

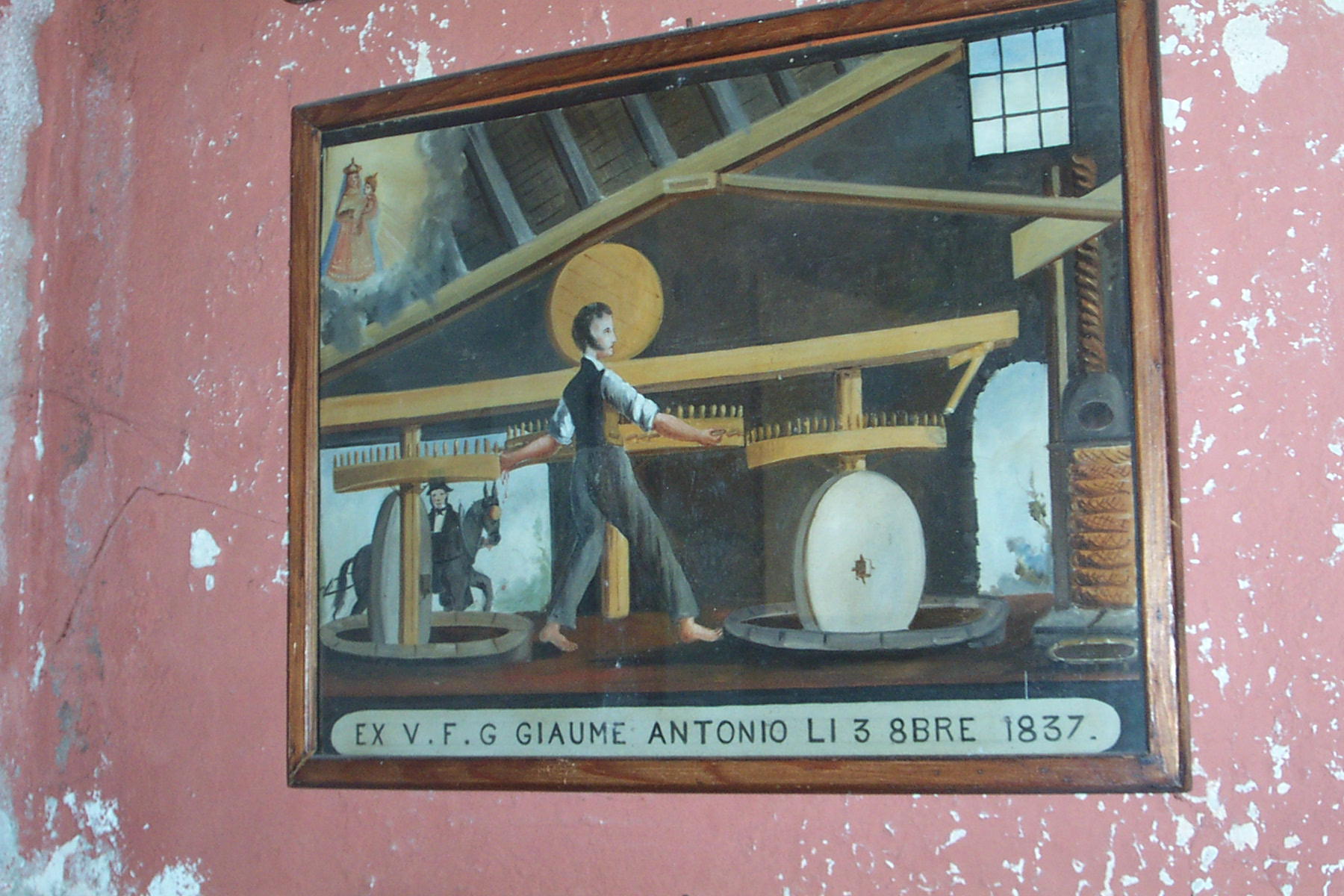
Accident du travail (1837).
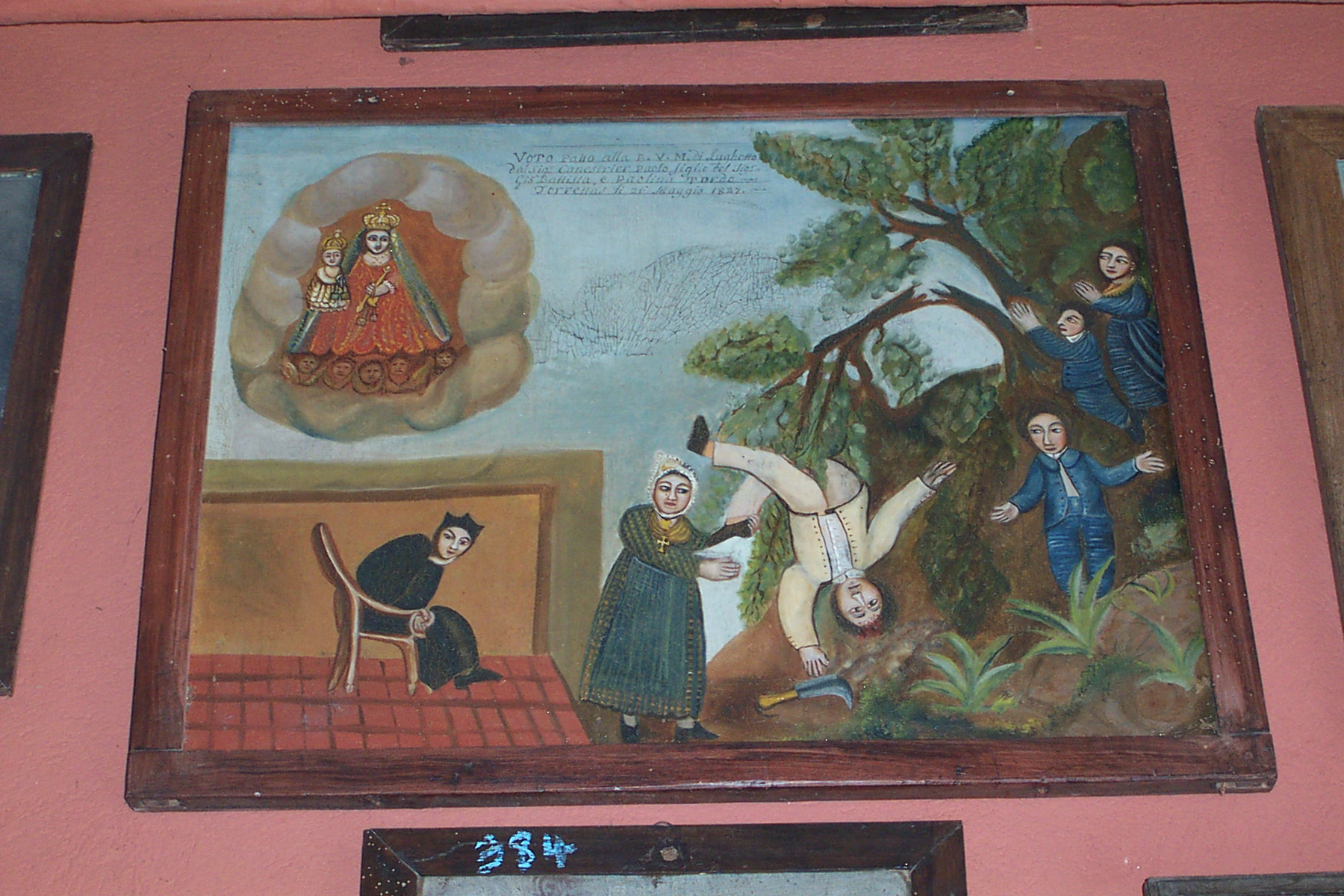
Chute.
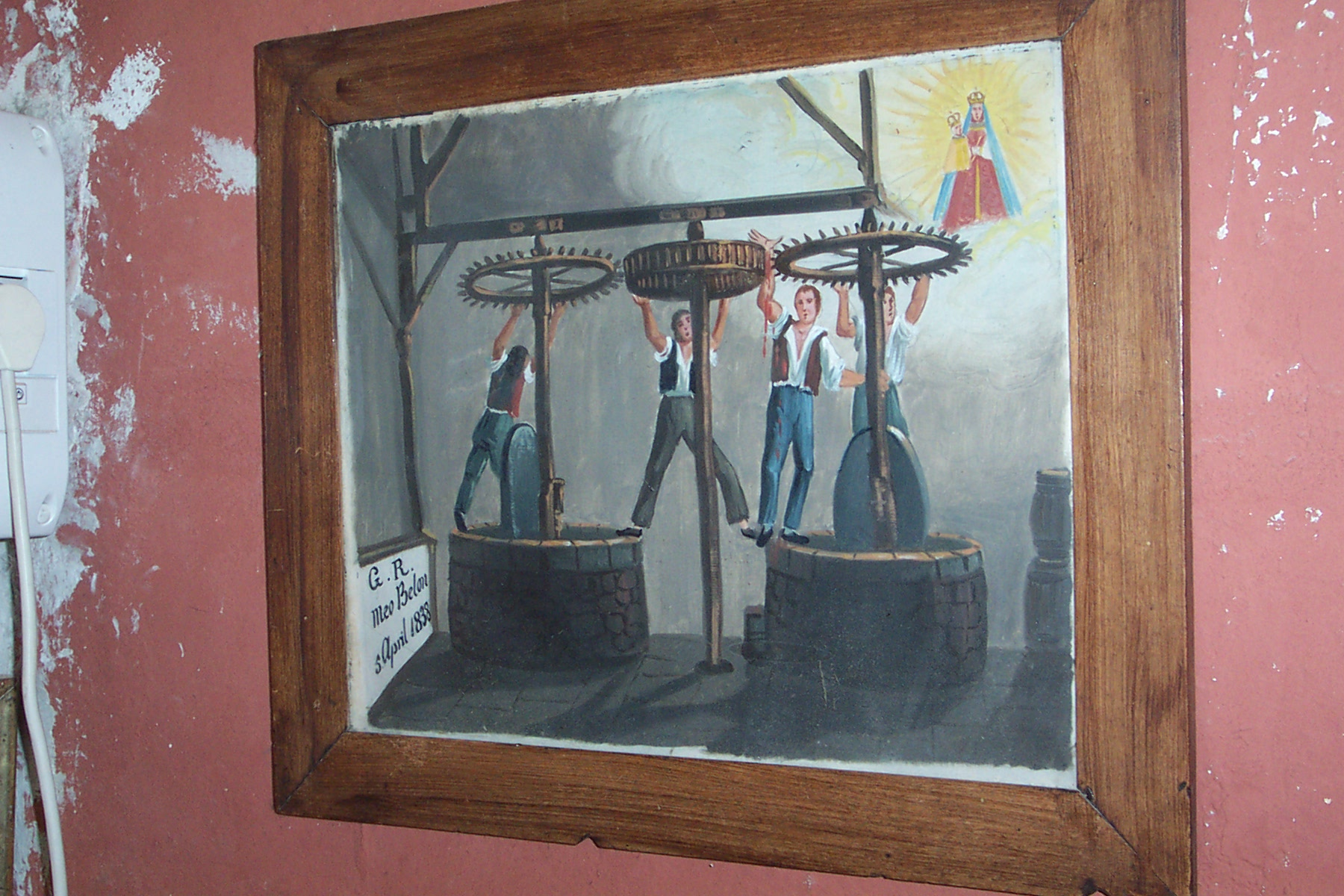
Accident du travail.

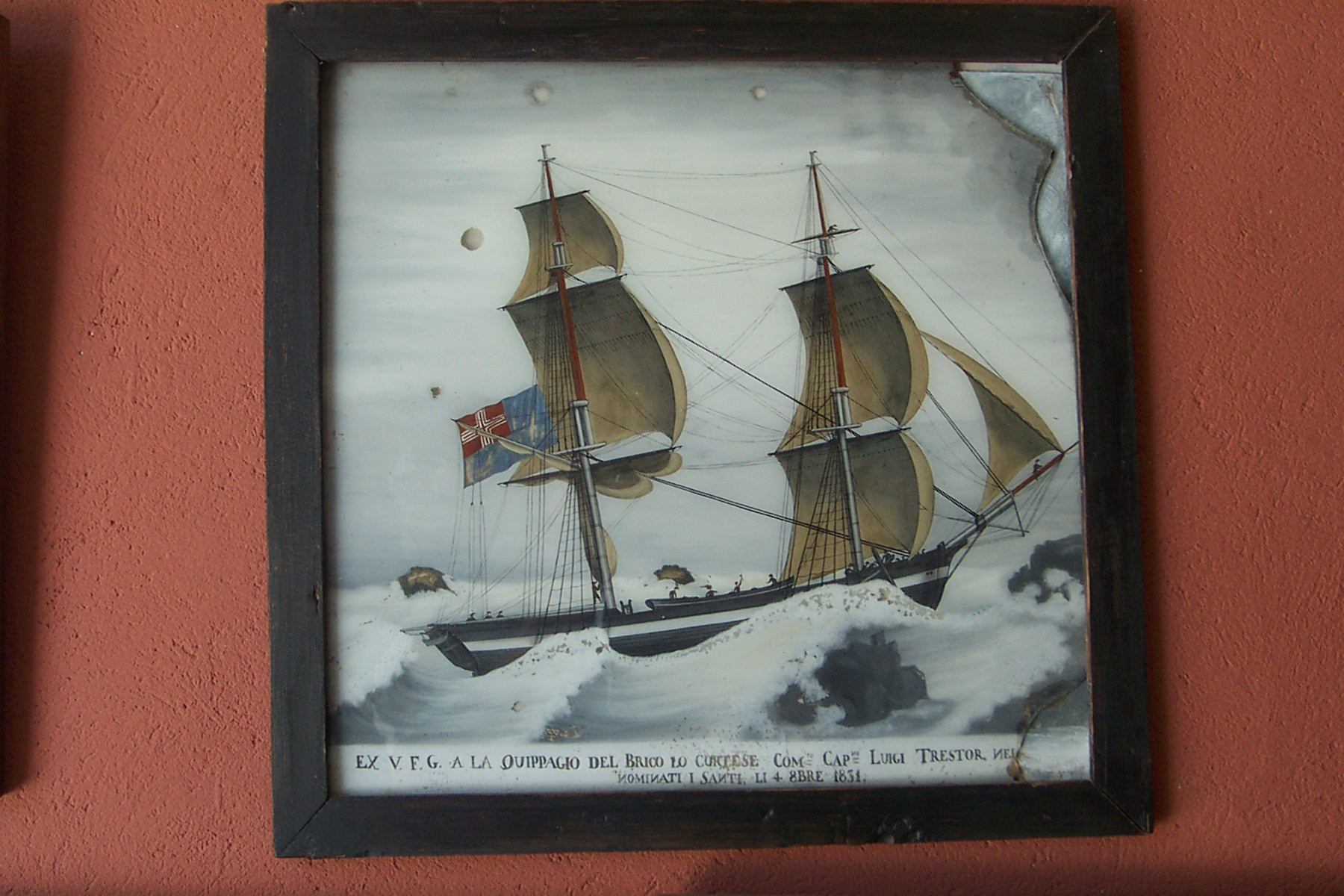
Naufrage (1831).
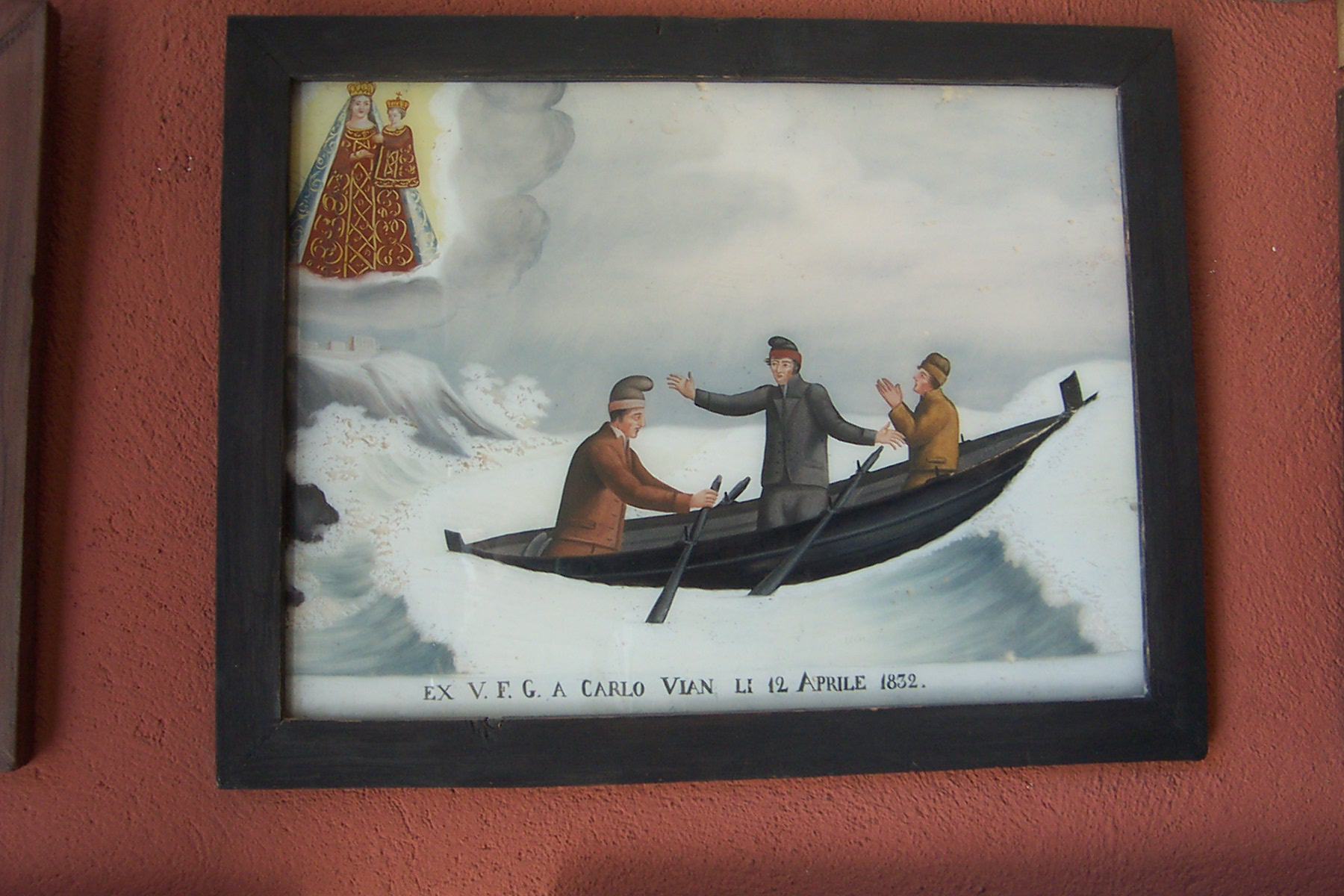
Naufrage (12 avril 1832).
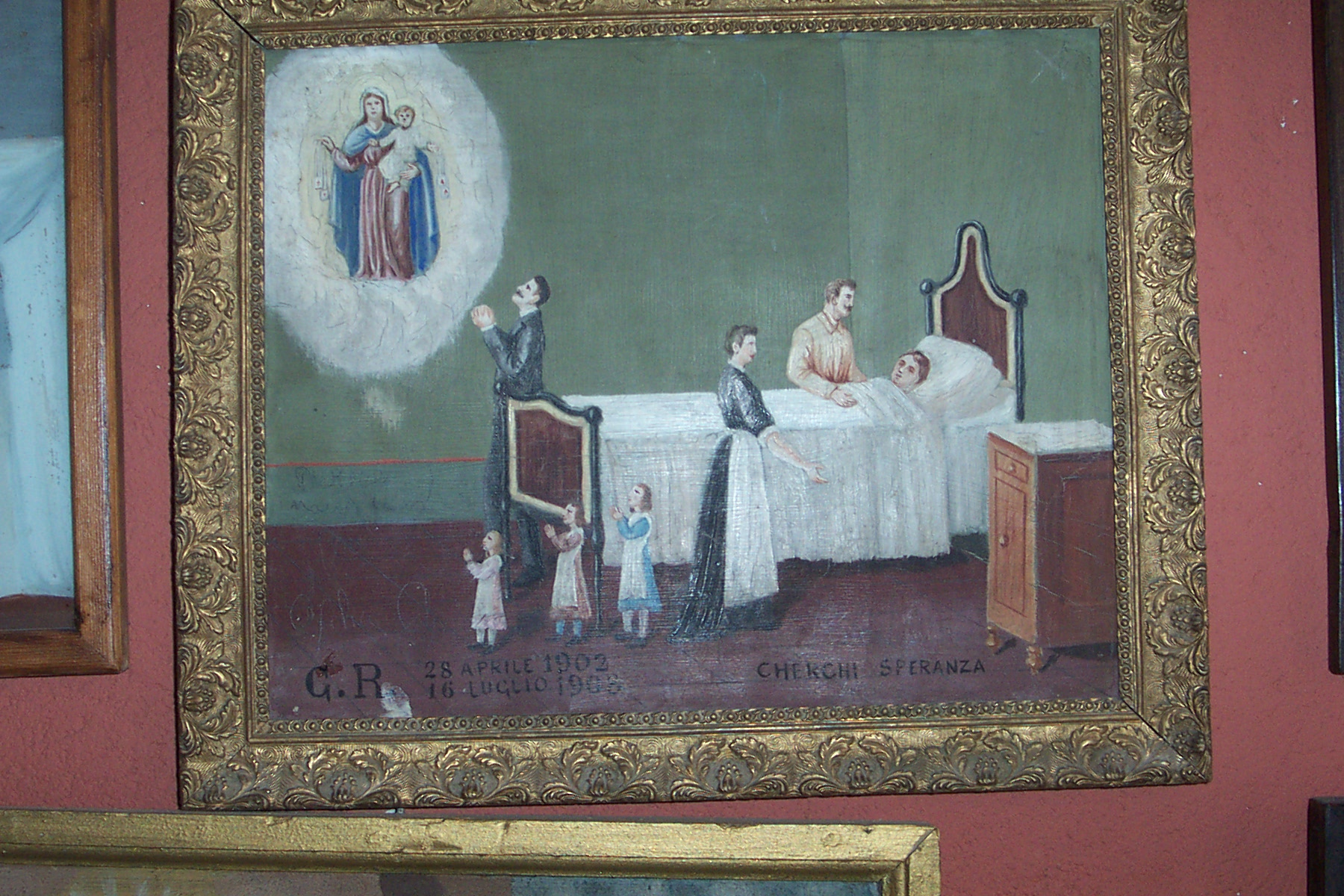
Maladie (1902-1903).